# 気配
気配（けはい、きはい）とは、視覚でははっきりとは見えないが、周囲の様子から何となく漠然と感じられる様子。ヒトでは微小な音やその遮り、風を含む空気の動きで察知しているほか、準静電界を感じ取っているという仮説もある。
転じて、株式市場や外国為替市場などでの取引で、売り方・買い方の動向（売り気配・買い気配）やそれが示す価格（気配値）にも使われる。

## 語源
元々は漢語ではなく和語の「けわい」（歴史的仮名遣い：けはひ）に由来する語で、「気（け）＋這（は）うの名詞形」が元になったといわれる。「けわい」という語は、何となく感じられる様子だけではなく、具体的に聴覚、嗅覚、触覚として感じた様子や、人の言葉や動作といった物腰から受ける人柄や品位、既になくなったり離ればなれになったりしたもの（故郷や故人）の面影や名残、影響なども含んでいた。

## 感覚としての気配
「視覚の外に誰か（何か）がいる」という感覚は誰しもが経験するが、頭頂葉または側頭葉にある「脅威や安全に関わる相手をとらえる感覚」の活性化によって発生すると考える研究者もいる。
慣れない状況での独り歩きなどの不安な精神状態、薬物による意識の変容、統合失調症ではこの感覚が誘発されやすくなる。また、片頭痛やパーキンソン病などの脳神経の障害によって身体性のイメージが損なわれ、幻覚として気配が生じる場合がある。
気配は警戒の念を生じさせるが、気配に慣れた登山家などには孤独を癒す存在として感じられる場合もある。また、ウィリアム・ジェイムズによれば、超越的な何かを感じる気付きを与える場合もあるという。

## 英語での気配
相当する英語表現にsignまたはindicationがあり、また、気配を感じることをsenseという動詞で表すことがあるが、前者2つの名詞は「徴候」といった意味で、後者の動詞は五感により読み取ること、つまり「感じる」という意味であるため、「なんとなく感じられる様子」という意味での「気配」という語に相当する概念だけを表す簡潔な英語表現はない。「背後から人に見られているときに感じる気配」をあえて英訳すると"Sense of being stared at"となる。
市場の「気配」は、マーケット・インディケーション（market indication）と表現することが多い。
Vibe（バイブ、バイブス）
物事・人が発するオーラ等で周囲に察させるものを Vibe という。翻訳の際には「気配」のほか「殺気」「雰囲気」とも訳される。